# Perica Ognjenović
Perica Ognjenović (Smederevska Palanka, 24 de febrer de 1977) és un futbolista serbi, que ocupa la posició de davanter.

## Trajectòria
Comença a destacar al club local del Mladost Smederevska Palanka, on arriba al primer equip la temporada 92/93. La seua progressió en aquest club de la tercera divisió iugoslava va cridar l'atenció de l'Estrella Roja de Belgrad, que el fitxa a l'estiu de 1994. Al club capitalí continua progressant i mostrant-se com una promesa del futbol serbi, debutant amb la selecció.
Al gener del 1999 fitxa pel Reial Madrid, per 5 milions de marcs alemanys. No acaba de triomfar al club espanyol. En dos anys i mig, només juga una trentena de partits en totes les competicions. A les postres, surt del Reial Madrid a l'estiu del 2001.
Roman sense club, tot entrenant a soles, fins que el gener de 2002 passa una prova del 1. FC Kaiserslautern per militar fins al final de temporada. El seu equip és seté de la Bundesliga, però el serbi només disputa dos partits.
Comença el 2003 al Dalian Shide xinés, a petició de l'entrenador Milorad Kosanović, amb qui ja havia treballat a l'Estrella Roja. Al novembre del 2003 recala al Dinamo Kyiv i al gener del 2005 a l'Angers SCO, de la Ligue 2 francesa.
Al maig del 2006 hi retorna al continent asiàtic per incorporar-se al conjunt malaisi del Selangor FA. Entre 2006 i 2009 hi milita a la lliga de Grècia, primer a l'Ergotelis FC i després al Kallithea FC. El juliol del 2009 hi retorna al seu país per jugar amb la FK Jagodina.

## Selecció
Ognjenović ha estat internacional amb la selecció iugoslava en vuit ocasions. Hi va participar en el Mundial de França de 1998.